# غاوكتش العلياء (سقز)
قرية غاوَكتش العلياء (بالكردية: گاوەکەچ سەروو) هي إحدى القرى التابعة لـخورخوره في ريف قسم زيويه من مقاطعة سقز، في محافظة كردستان الإيرانية.

## السكان
حسب إحصاءات سنة 2006، بلغ إجمالي السكان في غاوَكتش العلياء 134 نسمة وعدد المساكن 26 مسكن. لغة سكان غاوَكتش العلياء هي اللغة الكردية و هم من أهل السنة والجماعة والمذهب الشافعي.